# 455

## Esdeveniments
- Les Illes Balears són ja ocupades pels vàndals.
- 16 de març - Valentinià III és assassinat per antics soldats d'Aeci, com a venjança de l'assassinat d'Aeci per Valentinià l'any anterior.
- 17 de març - Petroni Màxim esdevé Emperador de Roma. És assassinat dos mesos més endavant per una multitud enfurismada.
- 2 de juny - Genseric lidera els vàndals a Roma, i saqueja la ciutat durant un període de dues setmanes.
- 9 de juliol - Avit, comandant militar romà, és proclamat emperador a Tolosa.

## Necrològiques
- Julià Eclanense
- 16 de març - Roma: Valentinià III, emperador romà d'Occident (424 - 455). (n. 419)
- 31 de maig: Petroni Màxim, emperador romà d'Occident (17 de març al 31 de maig del 455). (n. 388)